# Hujdy (szczyt)
Hujdy (823 m) – szczyt w Paśmie Policy, które w regionalizacji fizycznogeograficznej Polski według Jerzego Kondrackiego Pasmo Policy należy do Beskidu Żywieckiego, w nowszej regionalizacji z 2018 roku do Beskidu Żywiecko-Orawskiego. Szczyt znajduje się w obrębie wsi Zawoja w województwie małopolskim, w powiecie suskim, w gminie Zawoja. Nazwa pochodzi od należących do tej wsi przysiółków Hujdy lub Hujdowa.
Szczyt Hujdy znajduje się w bocznym grzbiecie Pasma Policy odchodzącym na północny zachód od szczytu Kiczorki (1298 m), dawniej nazywanego Cylem Hali Śmietanowej. Grzbiet ten na położonym niżej szczycie Kiczorka (1012 m) rozgałęzia się. Ramię wschodnie biegnie poprzez Spalenicę do szczytu Hujdy
Szczyt i zbocza Hujdy porośnięte są lasem, w którym wyróżniono części o nazwie Kosakówka, Za Groniem, Krzanka i Koszarek.

## Szlak turystyczny
Z centrum Zawoi biegnie przez górę Hujdy zielony szlak turystyczny, który na przełęczy między Cuplem i Jasną Grapą dołącza do czerwonego Głównego Szlaku Beskidzkiego biegnącego głównym grzbietem Pasma Policy. Szlak omija wierzchołek Hujdy po zachodniej stronie.
 Zawoja Centrum – Hujdy – przysiółek Krzonka – Spalenica – przysiółek Hujdowa – przełęcz między Kiczorkami – północne stoki Pasma Policy – przełęcz między Cuplem i Jasną Grapą. Suma podejść 710 m, czas przejścia 5 godz.